# Sibon carri
Sibon carri es una especie de serpiente que pertenece a la familia Dipsadidae. Es nativo de Guatemala, El Salvador, y Honduras.